# Conferencia Demócrata Independiente
La Conferencia Demócrata Independiente (inglés: Independent Democratic Conference, IDC) fue un grupo parlamentario compuesto por varios miembros demócratas del Senado del Estado de Nueva York, que existió entre 2011 y 2018. La IDC se distingue por haber establecido un acuerdo de poder compartido con la Conferencia Republicana del Senado. Al momento de su disolución, la IDC contaba con ocho miembros: Jeff Klein, Marisol Alcántara, Tony Avella, David Carlucci, Jesse Hamilton, José Peralta, Diane Savino y David Valesky. La IDC estaba dirigida por Jeff Klein.
Klein, Savino, Valesky y Carlucci formaron la IDC en 2011 debido a desacuerdos con John L. Sampson, líder demócrata del Senado del Estado de Nueva York. La IDC se alió con los republicanos del Senado durante gran parte de su existencia. Durante el periodo legislativo 2013-2014, la IDC y la Conferencia Republicana del Senado controlaron el Senado conjuntamente, ya que los republicanos del Senado no contaban con el número suficiente para formar una mayoría gobernante por sí solos.
A petición del gobernador demócrata Andrew Cuomo, quien anteriormente apoyaba a la IDC, esta se disolvió en abril de 2018. Tras su disolución, sus miembros se reincorporaron a la Conferencia Demócrata del Senado y Klein asumió el cargo de vicelíder de la misma. En las primarias demócratas posteriores, celebradas en septiembre de 2018, seis de los ocho exmiembros de la IDC fueron derrotados; solo Carlucci y Savino ganaron sus respectivas primarias y fueron reelegidos. Carlucci no se presentó a la reelección en 2020, y Savino tampoco en 2022.

## Fondo
El Partido Demócrata arrebató el control del Senado del Estado de Nueva York al Partido Republicano en las elecciones de noviembre de 2008 por primera vez desde 1964, obteniendo 32 de los 62 escaños de la cámara. Sin embargo, cuatro senadores demócratas, Pedro Espada Jr., Rubén Díaz Sr., Carl Kruger e Hiram Monserrate, no apoyaron al líder demócrata, Malcolm Smith.Cuando los senadores se reunieron en la nueva sesión para elegir al líder de la mayoría, Espada y Monserrate votaron en contra de Smith. Monserrate se reincorporó posteriormente a los demócratas, dejando un Senado estancado con 31 votos a favor y 31 en contra, lo que provocó la crisis de liderazgo del Senado del Estado de Nueva York de 2009, que finalizó con el regreso de Espada a la conferencia demócrata.Jeffrey D. Klein, quien se convirtió en el vicelíder de la mayoría tras las elecciones de 2008, fue el encargado de mantener a Espada, Díaz, Kruger y Monserrate en la coalición demócrata.
Los republicanos ganaron el control de la cámara en las elecciones de noviembre de 2010.Como consecuencia, los demócratas reemplazaron a Klein como su principal estratega en diciembre de 2010. Klein renunció como líder adjunto de la minoría en enero de 2011, citando desacuerdos con John L. Sampson, el líder de la minoría del Senado estatal.

## Historia de la Conferencia

### Creación y formación de la coalición

La conferencia sobre la formación de una coalición en 2012.
Mayoría:
Republicanos (30)
Conferencia Demócrata Independiente (4)
Demócrata fuera de conferencia en la mayoría (1)
Minoría:
Demócratas (28)

El 5 de enero de 2011, Klein, junto con otros tres senadores demócratas (Diane Savino, David Valesky y David Carlucci), anunció la formación de un grupo parlamentario dentro del Senado estatal llamado Conferencia Demócrata Independiente. Los cuatro senadores indicaron que ya no aprobaban el liderazgo de Sampson.Klein afirmó que, a diferencia de los demócratas que abandonaron la conferencia durante la crisis de liderazgo de 2009, la IDC estaba preocupada por la legislación que la mayoría demócrata no había aprobado, como el matrimonio igualitario.Mientras los líderes de la mayoría y la minoría asignaban las asignaciones a los comités, la IDC se sintió decepcionada cuando Sampson ofreció a sus miembros puestos menores en los comités. Klein contactó a Dean Skelos, el líder republicano, quien accedió a otorgarles la presidencia de los comités permanentes.
En las elecciones de noviembre de 2012, los demócratas obtuvieron la mayoría de los escaños en el Senado estatal.Tras las elecciones, la IDC formó una coalición bipartidista con la Conferencia Republicana del Senado, lo que permitió que ambas conferencias controlaran el Senado a pesar de la mayoría numérica de los demócratas. Bajo su acuerdo de reparto de poder, la IDC y los republicanos del Senado acordaron "decidir qué proyectos de ley llegarían al pleno del Senado cada día de la sesión", "distribuir las asignaciones a los comités", "tener la facultad de hacer nombramientos para las juntas estatales y locales" y "compartir las negociaciones sobre el presupuesto estatal".Klein y Skelos también acordaron que el cargo de Presidente del Senado se alternaría entre ambos cada dos semanas.Además, Simcha Felder, senador demócrata electo, anunció que participaría en una asamblea parlamentaria con los republicanos.
En diciembre de 2012, la IDC reclutó a Malcolm Smith para unirse a sus filas.Esta decisión fue parte de un intento fallido de Smith de asegurar la nominación del Partido Republicano en las elecciones a la alcaldía de la ciudad de Nueva York; Smith fue acusado de cargos federales de corrupción, lo que llevó a su expulsión del IDC el 14 de abril de 2013,y su posterior condena.El 26 de febrero de 2014, Tony Avella dejó la Conferencia Demócrata del Senado para unirse al IDC.
El gobernador Andrew Cuomo participó activamente en la formación de la conferencia, alentándola a mantener el liderazgo republicano de la cámara y brindándole asesoramiento táctico para mantener a los demócratas más liberales —principalmente provenientes de distritos de la ciudad de Nueva York— asumieran un rol dominante en el Senado estatal.

### Crecimiento y disputas con los demócratas principales

La conferencia alcanzó su máximo número de miembros en diciembre de 2017.
Mayoría:
Republicanos (31)
Conferencia Demócrata Independiente (8)
Demócrata fuera de conferencia en la mayoría (1)
Minoría:
Demócratas (23)

Activistas liberales del Partido Demócrata y del Partido de Familias Trabajadoras atacaron a Klein y Avella durante las primarias demócratas de septiembre de 2014. Oliver Koppell desafió a Klein y John Liu a Avella.Debido a la presión del gobernador Andrew Cuomo y los sindicatos, Klein indicó en junio de 2014 que la IDC se reincorporaría al bloque demócrata después de las elecciones de noviembre de 2014.Aun así, la IDC apoyó la fallida candidatura de Betty Jean Grant en las primarias contra Timothy M. Kennedy debido a la postura política proelección de Grant.Klein y Avella ganaron sus respectivas primarias.
En las elecciones generales de 2014, los republicanos recuperaron la mayoría.Los resultados de las elecciones significaron que Klein perdió su posición como colíder, con Skelos asumiendo como líder de la mayoría del Senado y presidente temporal del Senado y recuperando el control exclusivo sobre qué proyectos de ley llegarían al pleno del Senado.Aunque la nueva líder demócrata, Andrea Stewart-Cousins, mantuvo conversaciones con Klein sobre la reincorporación de la IDC a los demócratas,los miembros de la IDC decidieron seguir aliados con los republicanos en la sesión legislativa de 2015a pesar del papel disminuido de su conferencia.
Durante la sesión de 2015, la IDC presionó con éxito a los republicanos para que incluyeran la licencia familiar remunerada y un salario mínimo de $15 por hora en el presupuesto estatal.Klein también presionó para obtener más fondos para la Autoridad de la Vivienda de la Ciudad de Nueva York,y obtuvo $100 millones. Durante el juicio de Skelos en 2015 por corrupción, se reprodujo una conversación grabada en la que Skelos argumentó que el acuerdo de reparto de poder de los republicanos no le otorgaba al IDC ningún poder real y que serviría para obstaculizar a los demócratas al mantenerlos divididos. Klein indicó que esta grabación no cambiaría el acuerdo de la IDC con los republicanos.
Después de que algunos de sus miembros enfrentaran desafíos en las primarias de 2014, la IDC formó su propio comité de campaña a través de un acuerdo con el Partido de la Independencia de Nueva York.De cara a las elecciones de noviembre de 2016, Klein no se comprometió a reincorporarse a la Conferencia Demócrata del Senado.Después de las elecciones, la senadora recién elegida Marisol Alcántara y el senador en su segundo mandato Jesse Hamilton se unieron al IDC.A pesar de la presión de activistas liberales para unir a los 24 demócratas tradicionales con la IDC y Simcha Felder a fin de formar una mayoría de 32 miembros,y a pesar de los intentos de Andrea Stewart-Cousins de involucrar al gobernador Cuomo en la situación,tanto la IDC como Felder continuaron su alianza con los 31 senadores republicanos, lo que les permitió mantener la mayoría en la sesión legislativa de 2017.En enero de ese año, José Peralta se unió a la IDC.

#### Llamamientos a la reunificación
Tras la elección de Donald Trump como presidente de los Estados Unidos en noviembre de 2016, la Conferencia Demócrata del Senado y activistas de base (incluidos miembros de Rise and Resist y varios grupos Indivisibles) intensificaron sus críticas a la IDC por dividir el voto demócrata en el Senado estatal y permitir que los republicanos mantuvieran el control de la cámara.
A principios de mayo de 2017, informes de prensa revelaron que miembros de la IDC, entre ellos Savino y Peralta, recibían estipendios normalmente reservados para los presidentes de comités.Posteriormente, se supo que estos estipendios fueron posibles gracias a las acciones del personal que falsamente registró a los miembros de la IDC como presidentes de comités.El escándalo fue investigado por la Fiscalía General de Nueva York y la Fiscalía Federal de Brooklyn.En ese momento, los miembros de la IDC seguían negándose a los intentos del Partido Demócrata de que la conferencia se uniera a la Conferencia Demócrata tradicional, ya sea completamente o en coalición.El 24 de mayo de 2017, Felder instó a la IDC a reincorporarse a los demócratas tradicionales y sugirió que él también podría reincorporarse a la Conferencia Demócrata.

### Disolución

El Senado de Nueva York tras la disolución de la Conferencia Demócrata Independiente en abril de 2018.
Mayoría:
Republicanos (31)
Demócrata fuera de conferencia en la mayoría (1)
Minoría:
Demócratas (31)

El 4 de abril de 2018, la IDC anunció su disolución, la reincorporación de sus miembros a la Conferencia Demócrata del Senado y la designación de Klein como vicelíder de la Conferencia Demócrata. El anuncio se produjo tras una reunión convocada por el gobernador Andrew Cuomo, en la que este solicitó la reincorporación de la IDC a la Conferencia Demócrata del Senado.El 16 de abril, la IDC se disolvió.
Tras la disolución de la IDC, Avella, Alcantara, Carlucci y Hamilton fueron despojados de sus presidencias de comité por el líder de la mayoría del Senado, John J. Flanagan.Además, 39 empleados de la IDC fueron despedidos, y Klein tuvo que mudarse de su oficina y renunciar a su vehículo estatal.A pesar de su regreso a la Conferencia Demócrata del Senado, los ocho exmiembros de la IDC enfrentaron contrincantes en las primarias demócratas de 2018.
En junio de 2018, un juez de primera instancia determinó que el acuerdo de recaudación de fondos de la IDC con el Partido de la Independencia era ilegal.El 20 de julio de 2018, la Junta Electoral del Estado de Nueva York ordenó a los ocho exmiembros de la IDC que devolvieran todas las contribuciones que habían recibido del Comité de Campaña por la Independencia del Senado.

#### Elecciones al Senado estatal de 2018
En las elecciones primarias del Partido Demócrata celebradas el 13 de septiembre de 2018, los ocho exmiembros de la IDC en el momento de su disolución se enfrentaron a sus contrincantes.Seis fueron derrotados: John Liu derrotó a Avella,Robert Jackson derrotó a Alcantara,Alessandra Biaggi derrotó a Klein,Jessica Ramos derrotó a Peralta,Zellnor Myrie derrotó a Hamilton,y Rachel May derrotó a Valesky.Carlucci y Savino ganaron sus respectivas primarias.
Como parte de las leyes de fusión electoral de Nueva York que permiten a los candidatos postularse en múltiples líneas de votación en una elección, cada uno de los seis candidatos derrotados de la IDC apareció en la papeleta para la elección general de noviembre en al menos una línea de un tercer partido. Los seis fueron respaldados por el Partido de la Independencia de Nueva York; Avella, Valesky, Hamilton y Peralta fueron respaldados por el Partido de la Igualdad de las Mujeres de Nueva York, y Peralta fue respaldado por el Partido de la Reforma del Estado de Nueva York.Sin embargo, la mayoría de los seis senadores derrotados suspendieron sus campañas de reelección después de la elección primaria; Avella fue el único en anunciar que continuaría postulándose en la elección general.Aunque Avella apareció en la línea de votación del Partido de la Igualdad de las Mujeres en la elección general, el partido, que había sido creado por el gobernador Cuomo, anunció que apoyaría a Liu (el vencedor en la primaria demócrata) en su lugar.En la elección general de noviembre, los seis candidatos que habían derrotado a los candidatos de la IDC en las primarias demócratas obtuvieron la victoria; Sin embargo, Carlucci y Savino fueron reelegidos.
| Distrito    | Titular Candidato | Primaria Retadores                             | Resultados                                                                          |
| ----------- | ----------------- | ---------------------------------------------- | ----------------------------------------------------------------------------------- |
| Distrito 11 | Tony Avella       | John Liu                                       | Liu: 52.3% Avella: 47.7% Victoria del retador                                       |
| Distrito 13 | Jose Peralta      | Jessica Ramos                                  | Ramos: 54.8% Peralta: 45.2% Victoria del retador                                    |
| Distrito 20 | Jesse Hamilton    | Zellnor Myrie                                  | Myrie: 54.0% Hamilton: 46.0% Victoria del retador                                   |
| Distrito 23 | Diane Savino      | Jasmine Robinson Brandon Stradford             | Savino: 67.5% Robinson: 20.4% Stradford: 12.1% Victoria del titular                 |
| Distrito 31 | Marisol Alcantara | Robert Jackson Tirso Santiago Pina Thomas Leon | Jackson: 56.2% Alcantara: 38.3% Santiago Pina: 4.0% Leon: 1.5% Victoria del retador |
| Distrito 34 | Jeffrey D. Klein  | Alessandra Biaggi                              | Biaggi: 54.3% Klein: 45.7% Victoria del retador                                     |
| Distrito 38 | David Carlucci    | Julie Goldberg                                 | Carlucci: 53.9% Goldberg: 46.1% Victoria del titular                                |
| Distrito 53 | David Valesky     | Rachel May                                     | May: 51.8% Valesky: 48.2% Victoria del retador                                      |

### Después de 2018
En 2020, Carlucci optó por no buscar la reelección al Senado y, en su lugar, se postuló para suceder a la saliente Nita Lowey como representante de Estados Unidos por el 17.º distrito congresional de Nueva York. Atacó a los demás candidatos, acusándolos de carpetbaggers.Carlucci era considerado un candidato formidable, ya que se consideraba que tenía el apoyo asegurado de los votantes al oeste del río Hudson, que divide el distrito.Sin embargo, su anterior vínculo con la IDC le valió la enemistad tanto de los demócratas progresistas como de los más moderados.Los grupos proelección dedicaron dinero y recursos a oponerse a su candidatura, ya que durante su periodo en el Senado estatal había ayudado a bloquear la legislación proaborto.La campaña de Carlucci comenzó a flaquear con el tiempo, afectada por la escasa recaudación de fondos y la falta de apoyos destacados, y terminó en cuarto lugar en las primarias demócratas.
En 2020, Marisol Alcantara era la directora de la Asociación de Enfermeras del Estado de Nueva York del Valle Inferior del Hudson y David Valesky era el subdirector del Departamento de Agricultura y Mercados del Estado de Nueva York.Jesse Hamilton perdió una candidatura de 2020 para la Asamblea del Estado de Nueva York contra la titular Diana Richardson en las primarias del Partido Demócrata.
En 2022, Tony Avella se postuló para el Concejo Municipal de Nueva York para suceder al demócrata retirado Paul Vallone. Ganó las primarias demócratas, pero perdió las elecciones generales ante la republicana Vickie Paladino.
Diane Savino, la última exmiembro restante de la IDC en el Senado estatal, no buscó la reelección en 2022.

## Afiliación

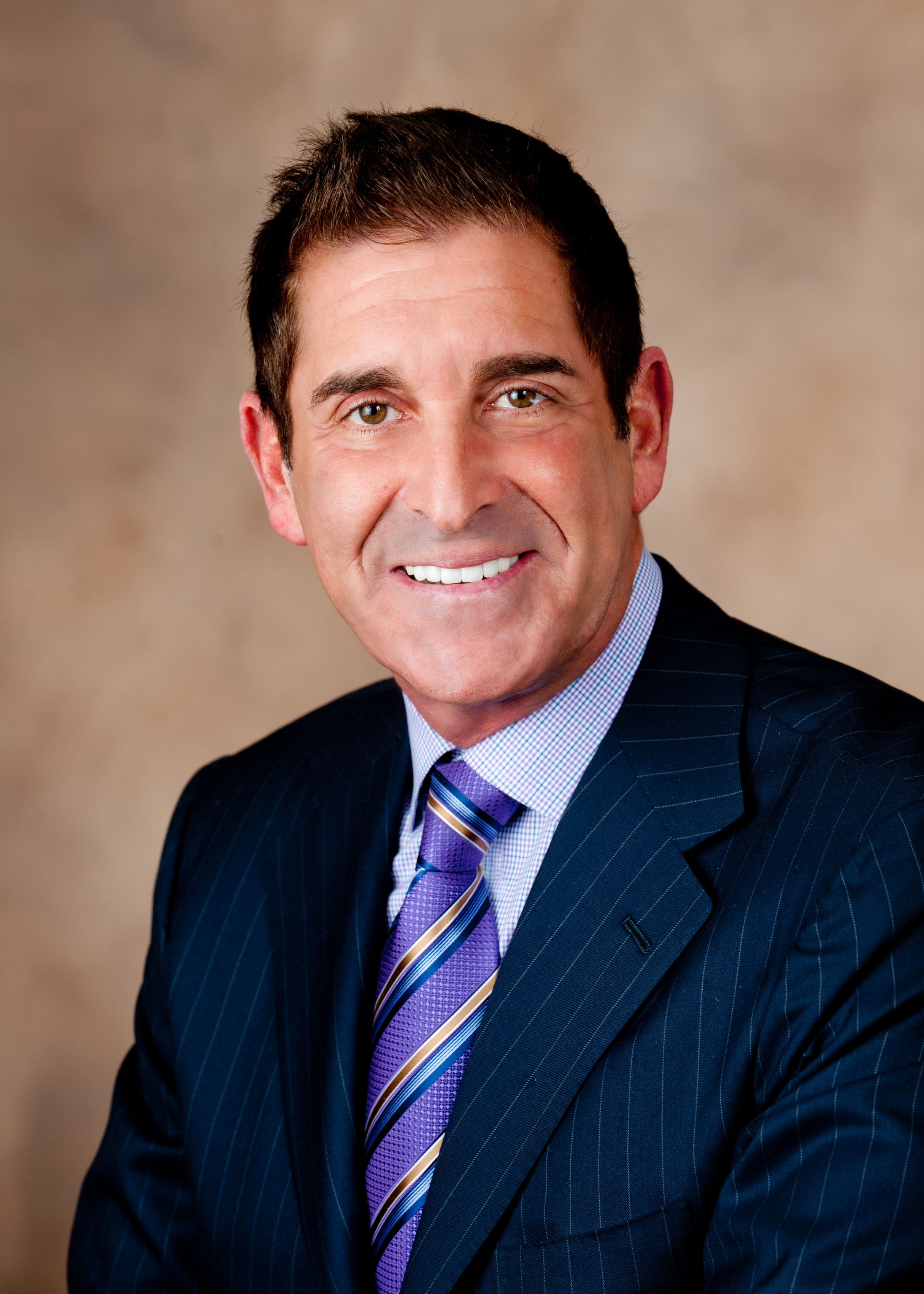
Jeffrey D. Klein

- Jeffrey D. Klein (2011–2018), Líder de la Conferencia Demócrata Independiente y líder de la Coalición Mayoritaria, miembro fundador[81]
- David Valesky (2011–2018), Líder Adjunto de la Conferencia Demócrata Independiente para Operaciones Legislativas, miembro fundador[81]
- David Carlucci (2011–2018), Látigo de la Conferencia Demócrata Independiente, miembro fundador[81]
- Diane Savino (2011–2018), Enlace de la Conferencia Demócrata Independiente con el Poder Ejecutivo, miembro fundador[81]
- Tony Avella (2014–2018), Líder Asistente de la Conferencia para políticas y administración[81]
- Jose Peralta (2017–2018)[82]
- Jesse Hamilton (2017–2018)[83]
- Marisol Alcantara (2017–2018)[84]
- Malcolm Smith (2011–2013)[16]